# Hank Gathers
Eric Wilson Gathers Jr., más conocido como Hank  Gathers (Filadelfia, Pensilvania, 11 de febrero de 1967 - Los Ángeles, California, 4 de marzo de 1990) fue un jugador de baloncesto estadounidense. Con 2.01 m de estatura, su puesto natural en la cancha era el de alero. 
Estrella del baloncesto universitario que jugaba en la Universidad de Loyola Marymount, murió durante un partido, en el torneo de la West Coast Conference, a causa de un infarto. Previamente había jugado en la Universidad del Sur de California, siendo transferido a Loyola tras su primer año.

## Hank Gathers, el mito que murió en la cancha
La primera muestra de debilidad le sobrevino el 9 de diciembre de 1989, cuando se derrumbó durante un partido en casa de LMU contra la Universidad de Santa Bárbara. Le encontraron un latido del corazón anormal (taquicardia), y los médicos le prescibieron un medicamento para las arritmias. Sin embargo, observó que dicha medicación afectaba a su juego, dejando de tomarla en contra del consejo de los médicos.
El domingo 4 de marzo de 1990 se derrumbó otra vez a las 13:34, mediada la primera parte de la semifinal del torneo de la WCC contra Portland, tras anotar un mate que puso los Lions con un marcador de 25-13. No se volvió a levantar. Fue declarado muerto al llegar al hospital. La autopsia reveló que sufrió una cardiomiopatía.